# Opera Rara
Opera Rara Kraków – festiwal muzyczny, w ramach którego prezentowane są przede wszystkim rzadko wykonywane, zapomniane opery. Powstał jako wspólne przedsięwzięcie Krakowskiego Biura Festiwalowego oraz władz miejskich i wojewódzkich. Od 2009 do 2016 roku prezentowano na nim – najczęściej w wersji koncertowej – opery barokowe. Od roku 2017 – w nowej formule i pod dyrekcją Jana Tomasza Adamusa (dyrektora Capelli Cracoviensis) – program festiwalu obejmuje inscenizacje oper różnych epok oraz recitale pieśniowe. W roku 2022 Capella Cracoviensis została głównym organizatorem wydarzenia.
Projekt miał swój początek w styczniu 2009; tego samego roku wystawiono trzy opery w wersji koncertowej i jedną w wersji scenicznej. Były to: Herkules nad Termodontem Vivaldiego, Mieszczanin szlachcicem Lully’ego i Moliera, Agrippina oraz Rinaldo Händla.
Wśród założeń projektu organizatorzy wymieniali „stworzenie cyklu przedstawień operowych święcących triumfy na międzynarodowych scenach”, a także „wzmocnienie polityki kulturalnej Krakowa i ugruntowanie jego wizerunku jako ważnego ośrodka wykonawstwa muzyki dawnej na najwyższym poziomie”.
Cykl stał się jednym z wydarzeń muzycznych 2009, został odnotowany m.in. w dorocznym podsumowaniu mijającego roku tygodnika „Polityka” w kategorii muzyka poważna, a także określony jako „zachwyt i festiwalowy debiut roku” przez „Rzeczpospolitą”.

## Przedstawienia
2009
Antonio Vivaldi: Ercole su’l Termodonte, Jean-Baptiste Lully: Le Bourgeois gentilhomme, Georg Friedrich Händel: Agrippina, Georg Friedrich Händel: Rinaldo
2010
Antonio Vivaldi: La fida ninfa, Antonio Vivaldi: Ottone in villa
2011
Giovanni Battista Pergolesi: L’Olimpiade, Antonio Vivaldi: Orlando furioso, Georg Friedrich Händel: Alcina, Antonio Vivaldi: L’oracolo in Messenia
2012
Antonio Vivaldi: Catone in Utica, Georg Friedrich Händel: Giulio Cesare, Antonio Vivaldi: Tito Manlio, Attilio Ariosti: La fede ne’ tradimenti
2013
Antonio Vivaldi: Montezuma, Georg Friedrich Händel: Rodelinda, Francesco Maria Veracini: Adriano in Siria
2014
Georg Friedrich Händel: Admeto, Christoph Willibald Gluck: Paride ed Elena, Jean-Philippe Rameau: Les Boréades
2015
Johann Adolf Hasse: Siroe, Claudio Monteverdi: L’incoronazione di Poppea
2016
Johann Adolf Hasse: Piramo e Tisbe, Giovanni Battista Pergolesi: Adriano in Siria
2017
Le Carnaval Baroque, Philip Glass: A Madrigal Opera, Nicola Porpora: Germanico in Germania, Stanisław Moniuszko: Halka (wersja wileńska), Georg Friedrich Händel: Arminio, Johann Adolf Hasse: Marc’Antonio e Cleopatra, Henry Purcell: Dido & Aeneas
recitale: Michaela Selinger & Mariusz Klimsiak, Peter Harvey & Roger Vignoles, Susanna Jara & Marek Szlezer
2018
Arnold Schönberg/Karol Szymanowski: Erwartung/Pieśń o nocy, Marc-Antoine Charpentier: Les Arts Florissants/La Descente d’Orphée aux Enfers, Michael Nyman: A Man Who Mistook His Wife for a Hat, John Blow: Venus and Adonis
recitale: Waltraud Meier & Capella Cracoviensis, Stéphane Degout & Ensemble Pygmalion, Christopher Maltman & Joseph Middleton, Anna Larsson & Francisca Skoogh, Roberta Mameli, Juan Sancho & Accademia dell’Piacere, Natalia Kawałek & Marcin Kozieł
2019
Jean-Philippe Rameau: Hyppolite et Aricie, Benedetto Marcello/David Lang: Cassandra/Just, Philip Glass: A Madrigal Opera, Wolfgang Amadeus Mozart: Così fan tutte
recitale: Jakub Józef Orliński & Michał Biel, Evelina Dobračeva & Semion Skigin, Sophie Karthäuser & Eugene Asti, Adriana Kučerová & Robert Pechanec, Patricia Petibon & La Cetra Barockorchester Basel
2020
Gioacchino Rossini: Sigismondo, Udo Zimmermann: Weisse Rose, Katarzyna Głowicka/Krystian Lada, Richard Strauss: Enoch Arden, Claudio Monteverdi/Teoniki Rożynek: Il Ballo delle Ingrate, Antonín Dvořák: Vanda
2021
Henry Purcell: Dido & Aeneas, Benedetto Marcello/David Lang/Salvatore Sciarrino: Cassandra/Just/Vanitas, Claudio Monteverdi/Teoniki Rożynek: Il Ballo delle Ingrate, Wolfgang Amadeus Mozart: Così fan tutte, Péter Eötvös: The Golden Dragon, Ian Bell: The Man with Night Sweats
recitale: Dorota Szczepańska & Airis String Quartet, Valer Sabadus & L’Arpeggiata/Christina Pluhar, Samuel Mariño & Capella Cracoviensis, Maayan Licht & Wioletta Fluda-Tkaczyk, Thomas Hampson & Wolfram Rieger, Dorota Szczepańska & Marek Toporowski, Petr Nekoranec & William Kelley
2022
Péter Eötvös: The Golden Dragon, Giuseppe Sellitto: Siface, Franz Schubert: Podróż zimowa, Felix Mendelssohn: Naturzyści (Lieder im Freien zu singen), Henry Purcell: Dido & Aeneas, Bach Goes Opera, Heinrich Schütz/Heinrich Ignaz Franz von Biber: Musikalische Exequien/Requiem, Johannes Brahms: Ein deutsches Requiem, Wolfgang Amadeus Mozart: Requiem
recitale: Anne Sofie von Otter & Bengt Forsberg, Sandrine Piau & Capella Cracoviensis, I Fagiolini, Ian Bostridge & Saskia Giorgini, Samuel Mariño & Capella Cracoviensis, Sebastian Szumski & Wioletta Fluda-Tkaczyk, Mariola Siepak & Wioletta Fluda-Tkaczyk, Matylda Staśto-Kotuła & Wioletta Fluda-Tkaczyk
2023
Wolfgang Amadeus Mozart: Lucio Silla, Robert Schumann: Das Paradies und die Peri, Antonio Vivaldi: Tameralno, Claudio Monteverdi: L’Orfeo, Wolfgang Amadeus Mozart: Requiem
recitale: Franco Fagioli & Capella Cracoviensis, Ian Bostridge & Saskia Giorgini, Philippe Jaroussky & Le Concert de la Loge
2024
Karol Nepelski: Solaris, Fausto Romitelli: An Index of Metals, Laurenzi/Giacomo Carissimi: Guerra non porta/Jephte, Aleksander Nowak: Ja, Şeküre, Felix Mendelssohn/Johannes Brahms: Walpurgisnacht, Wolfgang Amadeus Mozart: Idomeneo, Gioacchino Rossini: Aureliano in Palmira, Wolfgang Amadeus Mozart: Requiem
recitale: Philippe Jaroussky & Ensemble Artaserse, Thomas E. Bauer & Siegfried Mauser, Jeanne Zeapffel & The Theater of Music/Marion Fermé, Joanna Sojka, Rafał Tomkiewicz & Capella Cracoviensis
2025
Wolfgang Amadeus Mozart: Mitridate, Jean-Baptiste Lully: Alceste, Jean-Philippe Rameau: Dardanus, Henry Purcell: The Fairy Queen, Elegia. Brahms.
recitale: Ian Bostridge & Piotr Anderszewski, Matthias Goerne & Bernadette Bartos
Szczegóły w tabeli poniżej.
| Rok  | Data                    | Opera | Twórca                                                  | Miejsce                                                     | Soliści | Orkiestra                                                                  | Dyrygent                        | Wersja                                              |  |
| ---- | ----------------------- | --- | ------------------------------------------------------- | ----------------------------------------------------------- | --- | -------------------------------------------------------------------------- | ------------------------------- | --------------------------------------------------- |  |
| 2009 | 23.01                   | Herkules nad Termodontem                                                                                                | Antonio Vivaldi                                         | Filharmonia im. Szymanowskiego                              | Carlo Vincenzo Allemano Romina Basso Stefanie Irányi Maria Grazia Schiavo Vivica Genaux Filippo Adami Emanuela Galli Philippe Jaroussky | Europa Galante Capella Cracoviensis                                        | Fabio Biondi                    | koncertowa                                          |  |
| 2009 | 6-7.06                  | Mieszczanin szlachcicem                                                                                                 | Jean-Baptiste Lully Molier                              | Teatr im. Słowackiego                                       | Arnaud Marzorati Claire Lefilliâtre François-Nicolas Geslot Serge Goubioud David Ghilardi Emanuel Vistorky Arnaud Richard | Le Poème Harmonique Ensemble Musica Florea                                 | Vincent Dumestre                | sceniczna                                           |  |
| 2009 | 23.10                   | Agrippina | Georg Friedrich Händel                                  | Teatr im. Słowackiego w Krakowie                            | Ann Hallenberg Antonio Abete José Maria Lo Monaco Gemma Bertagnolli Xavier Sabata Ugo Guagliardo Milena Storti Roberto Abbondanza | Europa Galante                                                             | Fabio Biondi                    | koncertowa                                          |  |
| 2009 | 18.12                   | Rinaldo | Georg Friedrich Händel                                  | Teatr im. Słowackiego w Krakowie                            | Sonia Prina Maria Grazia Schiavo Christophe Dumaux Roberta Invernizzi Alain Buet | Accademia Bizantina                                                        | Ottavio Dantone                 | koncertowa                                          |  |
| 2010 | 4.03                    | La fida ninfa | Antonio Vivaldi                                         | Teatr im. Słowackiego w Krakowie                            | Jennifer Holloway Roberta Invernizzi David DQ Lee Tilman Lichdi Maria Grazia Schiavo Christian Senn | Ensemble Matheus                                                           | Jean-Christophe Spinosi         | koncertowa                                          |  |
| 2010 | 19.05                   | Ottone in villa | Antonio Vivaldi                                         | Teatr im. Słowackiego w Krakowie                            | Sonia Prina Topi Lehtipuu Roberta Invernizzi Verónica Cangemi Julija Leżniewa | Il Giardino Armonico                                                       | Giovanni Antonini               | koncertowa                                          |  |
| 2011 | 20.01                   | L’Olimpiade | Giovanni Battista Pergolesi                             | Teatr im. Słowackiego w Krakowie                            | Yetzabel Arias Fernandez Mary-Ellen Nesi Monica Piccinini Roberta Mameli Alessandra Visentin Mirko Guadagnini Cyril Auvity | Accademia Bizantina                                                        | Ottavio Dantone                 | koncertowa polskie prawykonanie                     |  |
| 2011 | 5.06                    | Orlando Furioso | Antonio Vivaldi                                         | Teatr im. Słowackiego w Krakowie                            | Delphine Galou, Veronica Cangemi, Marina de Liso, Kristina Hammarström, Romina Basso, David DQ Lee, Christian Senn | Ensemble Matheus                                                           | Jean-Christophe Spinosi         | koncertowa polskie prawykonanie                     |  |
| 2011 | 7.10                    | Alcina | George Frideric Handel                                  | Filharmonia im. Karola Szymanowskiego w Krakowie            | Inga Kalna, Veronica Cangemi, Ann Hallenberg, Romina Basso, Jolanta Kowalska, Emiliano Gonzalez Toro, Luca Tittoto, Chór kameralny Capelli Cracoviensis | Les Musiciens du Louvre-Grenoble                                           | Marc Minkowski                  | –                                                   |  |
| 2011 | 8.12                    | L’Oracolo in Messenia                                                                                                   | Antonio Vivaldi                                         | Filharmonia im. Karola Szymanowskiego w Krakowie            | Magnus Staveland, Ann Hallenberg, Laura Polverelli, Romina Basso, Julija Leżniewa, Franziska Gottwald, Xavier Sabata, Europa Galante | Europa Galante                                                             | Fabio Biondi                    | Światowe prawykonianie                              |  |
| 2012 | 19.01                   | Catone in Utica | Antonio Vivaldi                                         | Teatr im. Juliusza Słowackiego w Krakowie                   | Magnus Staveland, Sonia Prina, Loriana Castellano, Paolo Lopez, Nicki Kennedy, Antonio Giovannini | Modo Antiquo                                                               | Federico Maria Sardelli         | –                                                   |  |
| 2012 | 6.06                    | Giulio Cesare in Egitto                                                                                                 | George Frideric Handel                                  | Teatr im. Juliusza Słowackiego w Krakowie                   | Sonia Prina, Maria Grazia Schiavo, Tuva Semmingsen, Marina de Liso, Maarten Engletjes, Ugo Guagliardo, Capella Cracoviensis, | Capella Cracoviensis                                                       | Jan Tomasz Adamus               | –                                                   |  |
| 2012 | 25.10                   | Tito Manlio | Antonio Vivaldi                                         | Opera Krakowska                                             | Sergio Foresti, Maria Hinojosa Montenegro, Marina De Liso, Delphine Galou, Roberta Invernizzi, Carlo Vincenzo Allemano, Milena Storti, Bruno Taddia | Accademia Bizantina                                                        | Ottavio Dantone                 | –                                                   |  |
| 2012 | 19.12                   | La fede ne’ tradimenti                                                                                                  | Attilio Ariosti                                         | Filharmonia im. Karola Szymanowskiego w Krakowie            | Håvard Stensvold, Roberta Invernizzi, Marianne Beate Kielland, Lucia Cirillo | Europa Galante                                                             | Fabio Biondi                    | –                                                   |  |
| 2013 | 17.01                   | Motezuma | Antonio Vivaldi                                         | Teatr im. Juliusza Słowackiego w Krakowie                   | Ugo Guagliardo, Delphine Galou, Roberta Invernizzi, David Hansen, Eugenia Burgoyne, Silvia Vajente | Modo Antiquo                                                               | Federico Maria Sardelli         | –                                                   |  |
| 2013 | 13.06                   | Rodelinda | George Frederic Handel                                  | Teatr im. Juliusza Słowackiego w Krakowie                   | Karina Gauvin, Franco Fagioli, Carlo Vincenzo Allemano, Ugo Guagliardo, Marina De Liso, Filippo Mineccia | Capella Cracoviensis                                                       | Jan Tomasz Adamus               | –                                                   |  |
| 2013 | 12.12                   | Adriano in Siria | Francesco Maria Veracini                                | Teatr im. Juliusza Słowackiego w Krakowie                   | Sonia Prina, Ann Hallenberg, Roberta Invernizzi, Romina Basso, Lucia Cirillo, Ugo Guagliardo | Europa Galante                                                             | Fabio Biondi                    | Światowe prawykonanie                               |  |
| 2014 | 20.02                   | Admeto | George Frederic Handel                                  | Teatr im. Juliusza Słowackiego w Krakowie                   | Sonia Prina, Josè Maria Lo Monaco, Emőke Baráth, Luigi De Donato, Romina Basso, Gianluca Buratto | Il Complesso Barocco                                                       | Alan Curtis                     | –                                                   |  |
| 2014 | 29.05                   | Paride ed Elena | Christoph Willibald Gluck                               | Teatr im. Juliusza Słowackiego w Krakowie                   | Maria Grazia Schiavo, Yun Jung Choi, Paolo Lopez, Yetzabel Arias Fernandez, Jolanta Kowalska-Pawlikowska | Capella Cracoviensis                                                       | Jan Tomasz Adamus               | –                                                   |  |
| 2014 | 9.10                    | Les Boréades | Jean-Philippe Rameau                                    | Filharmonia im. Karola Szymanowskiego w Krakowie            | Julie Fuchs, Samuel Boden, Manuel Nuñez Camelino, Jean-Gabriel Saint Martin, Chloé Briot, Damien Pass, Mathieu Gardon, André Morsch | Les Musiciens du Louvre Grenoble, Chór Aedes                               | Marc Minkowski                  | –                                                   |  |
| 2015 | 13.10                   | Siroe | Johann Adolph Hasse                                     | Centrum Kongresowe ICE Kraków                               | Siroe – Max Emanuel Cenčić Laodice – Julia Lezhneva Emira – Roxana Constantinescu Medarse – Mary-Ellen Nesi Cosroe – Juan Sancho Arasse– Dilyara Idrisova | Armonia Atenea                                                             | George Petrou                   | koncertowa                                          |  |
| 2015 | 3.12                    | L’incoronazione di Poppea                                                                                               | Claudio Monteverdi                                      | Teatr im. Juliusza Słowackiego w Krakowie                   | Poppea – Giuseppina Bridelli Nerone – Margherita Rotondi Ottavia – Xenia Meijer Ottone – Filippo Mineccia Seneca – Salvo Vitale La Fortuna, Drusilla – Jolanta Kowalska-Pawlikowska La Virtu, Valetto – Monica Piccini Amore, Damigella – Francesca Boncompagni Arnalta – Alberto Allegrezza Nutrice, Soldato – Alessio Tossi Soldato, Lucano, Liberto – Raffaele Giordani Littore, Marcurio – Mauro Borgioni | La Venexiana                                                               | Claudio Cavina                  | koncertowa                                          |  |
| 2016 | 28.01                   | Piramo e Tisbe | Johann Adolf Hasse                                      | Centrum Kongresowe ICE Kraków                               | Vivica Genaux – Piramo Desirée Rancatore – Tisbe Emanuele D'Aguanno – Padre | Europa Galante                                                             | Fabio Biondi                    | koncertowa                                          |  |
| 2016 | 3.03                    | Adriano in Siria | Giovanni Battista Pergolesi                             | Centrum Kongresowe ICE Kraków                               | Farnaspe – Franco Fagioli Emirena – Romina Basso Adriano – Artem Krutko Osroa – Juan Sancho Sabina – Dilyara Idrisowa Aquilio – Keri Fuge | Capella Cracoviensis                                                       | Jan Tomasz Adamus               | koncertowa                                          |  |
| 2017 | 18.01                   | Le Carnaval Baroque | Giovanni Battista Fasolo et al.                         | Teatr im. Juliusza Słowackiego w Krakowie                   | Claire Lefilliâtre Hugues Primard Serge Goubioud Emmanuel Vistorsky | Le Poème Harmonique                                                        | Vincent Dumestre                | Cécile Roussat reżyseria                            |  |
| 2017 | 20/21/22.01             | A Madrigal Opera | Philip Glass                                            | Aula bł. Jakuba                                             | — | Capella Cracoviensis                                                       | —                               | Krzysztof Garbaczewski reżyseria                    |  |
| 2017 | 26.01                   | pieśni | R. Schumann C. Schumann Brahms Berg Debussy             | Aula Collegium Novum Uniwersytetu Jagiellońskiego           | Michaela Selinger mezzosopran Mariusz Klimsiak fortepian | —                                                                          | —                               | recital                                             |  |
| 2017 | 27.01                   | Germanico in Germania                                                                                                   | Nicola Porpora                                          | Teatr im. Juliusza Słowackiego w Krakowie                   | Germanico – Max Emanuel Cenčić Ersinda – Julia Lezhneva Cecina – Hasnaa Bennani Rosmonda – Dilyara Idrisova Arminio – Mary-Ellen Nesi Segeste – Juan Sancho | Capella Cracoviensis                                                       | Jan Tomasz Adamus               | koncertowa                                          |  |
| 2017 | 29.01                   | Winterreise | Franz Schubert                                          | Aula Collegium Novum Uniwersytetu Jagiellońskiego           | Peter Harvey baryton Roger Vignoles fortepian | —                                                                          | —                               | recital                                             |  |
| 2017 | 31.01 / 1-2.02          | Halka | Stanisław Moniuszko                                     | Centrum Kongresowe ICE Kraków                               | Halka – Natalia Kawałek Janusz – Sebastian Szumski Jontek – Jakub Pawlik Zofia – Małgorzata Rodek Cześnik – Jerzy Butryn Marszałek – Łukasz Klimczak | Capella Cracoviensis                                                       | Jan Tomasz Adamus               | wer. 1848 Cezary Tomaszewski reżyseria              |  |
| 2017 | 4.02                    | Pieśni księżniczki z baśni                                                                                              | Karol Szymanowski                                       | BAL na Zabłociu                                             | Susanna Jara sopran Marek Szlezer fortepian | —                                                                          | —                               | recital                                             |  |
| 2017 | 5.02                    | Arminio | Georg Friedrich Händel                                  | Teatr im. Juliusza Słowackiego w Krakowie                   | Arminio – Max Emanuel Cenčić Tusnelda – Lauren Snouffler Ramise – Gaia Petrone Sigismondo – Vince Yi Varo – Juan Sancho Segeste – Pavel Kudinov Tullio – Victor Jimenez Diaz | Armonia Atenea                                                             | George Petrou                   | koncertowa                                          |  |
| 2017 | 9.02                    | Marc' Antonio e Cleopatra                                                                                               | Johann Adolf Hasse                                      | Galeria Sztuki Polskiej XIX wieku w Sukiennicach            | Cleopatra – Maria Keohane Marc’Antonio – Maria Sanner | Arte Dei Suonatori                                                         | Aureliusz Goliński              | koncertowa                                          |  |
| 2017 | 10.02                   | Dido and Aeneas | Henry Purcell                                           | Filharmonia Krakowska                                       | Dido – Raffaella Milanesi Aeneas – Richard Helm Belinda – Stefanie True Sorceress – Iason Marmaras First Witch / Spirit – Michalina Bienkiewicz Second Witch – Ilona Szczepańska A Sailor – Szczepan Kosior | La Risonanza Krakowski Chór Mieszczański                                   | Fabio Bonizzoni                 | koncertowa                                          |  |
| 2018 | 18.01                   | arie / sceny z oper / chóry                                                                                             | Rameau Gluck                                            | Centrum Kongresowe ICE Kraków                               | Stéphane Degout baryton | Ensemble Pygmalion                                                         | Raphaël Pichon                  | recital                                             |  |
| 2018 | 19/20/22.01             | Erwartung III Symfonia „Pieśń o nocy”                                                                                   | Arnold Schönberg Karol Szymanowski                      | Teatr im. Juliusza Słowackiego w Krakowie                   | Evelina Dobračeva sopran Andrzej Lampert tenor | Orkiestra Festiwalowa Kraków Chór Capelli Cracoviensis                     | Michał Dworzyński               | Paweł Świątek reżyseria                             |  |
| 2018 | 21.01                   | Les Arts Florissants La Descente D’Orphée aux Enfers                                                                    | Marc-Antoine Charpentier                                | Teatr im. Juliusza Słowackiego w Krakowie                   | Orphée – Cyril Auvity Euridice / La Musique, La Poésie – Céline Scheen Pluton / Un Guerrier – Etienne Bazola Prosepine, Arethuze / La Architecture – Floriane Hasler Daphne, Enone / La Paix – Mailys de Villoutreys Ixion / La Peinture – Kevin Skelton Apollo, Titye / La Discorde – Renaud Bres Tantale – François-Nicolas Geslot                                                                          | Ensemble Desmarest                                                         | Ronan Khalil                    | koncertowa                                          |  |
| 2018 | 23.01                   | pieśni | Butterworth Gurney Sommervell Ives Mahler               | Filharmonia Krakowska                                       | Christopher Maltman baryton Joseph Middleton fortepian | —                                                                          | —                               | recital                                             |  |
| 2018 | 30.01                   | pieśni | A. Mahler Schumann Zemlinsky Strauss                    | Filharmonia Krakowska                                       | Anna Larsson mezzosopran Francisca Skoogh fortepian | —                                                                          | —                               | recital                                             |  |
| 2018 | 31.01                   | arie / duety | Monteverdi Rossi Hidalgo                                | Fiharmonia Krakowska                                        | Roberta Mameli sopran Juan Sancho tenor | Accademia dell’Piacere                                                     | Fahmi Alqhai                    | recital                                             |  |
| 2018 | 6.02                    | pieśni | Eben Britten Weill Bolcom                               | Fiharmonia Krakowska                                        | Natalia Kawałek mezzosopran Marcin Kozieł fortepian | —                                                                          | —                               | recital                                             |  |
| 2018 | 4.02/7.02/12.02         | A Man Who Mistook His Wife for a Hat                                                                                    | Michael Nyman                                           | Centrum Kongresowe ICE Kraków                               | Dr. P. – Tomasz Konieczny Mrs. P. – Marisol Montalvo Dr. S – Stanley Jackson | Sinfonietta Cracovia                                                       | Jurek Dybał                     | Kristof Spiewok reżyseria                           |  |
| 2018 | 11.02                   | Wesendonck Lieder Nachtlied Schicksalslied                                                                              | Richard Wagner Robert Schumann Johannes Brahms          | Centrum Kongresowe ICE Kraków                               | Waltraud Meier mezzosopran | Capella Cracoviensis                                                       | Jan Tomasz Adamus               | recital                                             |  |
| 2018 | 13.02                   | Venus and Adonis | John Blow                                               | Teatr im. Juliusza Słowackiego w Krakowie                   | Venus – Mhairi Lawson Adonis – Edward Grint Cupid – Clare Wilkinson Hunter – Rory McCleery | Dunedin Consort                                                            | John Butt                       | koncertowa                                          |  |
| 2019 | 31.01/02.02/03.02       | Hyppolite et Aricie | Jean-Philippe Rameau                                    | Centrum Kongresowe ICE Kraków                               | Hyppolite – Karol Kozłowski Aricie – Nika Gorič Phèdre – Michaela Selinger Œnone – Sylwia Olszyńska Diane – Anna Zawisza Thésée – Jerzy Butryn | Orkiestra Festiwalowa Kraków Chór Capelli Cracoviensis                     | Marek Toporowski                | Sjaron Minajlo reżyseria                            |  |
| 2019 | 1.02/3.02/5.02          | Cassandra Just | Benedetto Marcello David Lang                           | Cricoteka                                                   | Łukasz Dulewicz - alt Przemysław Bałka - bas | Capella Cracoviensis                                                       | Marcin Świątkiewicz             | Tomasz Cyz reżyseria                                |  |
| 2019 | 6.02/8.02/10.02         | A Madrigal Opera | Philip Glass                                            | Budynek Towarzystwa Gimnastycznego „Sokół”                  | — | Capella Cracoviensis                                                       | —                               | Krzysztof Garbaczewski reżyseria                    |  |
| 2019 | 7.02/9.02/10.02/11.02   | Così fan tutte | Wolfgang Amadeus Mozart                                 | Teatr Łaźnia Nowa                                           | Fiordiligi – Katarzyna Oleś-Blacha Dorabella – Monika Korybalska / Natalia Kawałek Ferrando – Przemysław Borys Guglielmo – Sebastian Szumski Despina – Marzena Lubaszka Don Alfonso – Jacek Ozimkowski | Krakowski Chór Mieszczański Capella Cracoviensis                           | Jan Tomasz Adamus               | Cezary Tomaszewski reżyseria                        |  |
| 2019 | 13.02                   | arie / pieśni | Händel Predieri Orlandini Szymanowski Baird Łukaszewski | Aula Collegium Novum Uniwersytetu Jagiellońskiego           | Józef Jakub Orliński kontratenor Michał Biel fortepian | —                                                                          | —                               | recital                                             |  |
| 2019 | 14.02                   | pieśni | Czajkowski Rachmaninow Rimski-Korsakow                  | Aula Collegium Novum Uniwersytetu Jagiellońskiego           | Evelina Dobračeva sopran Semion Skigin fortepian | —                                                                          | —                               | recital                                             |  |
| 2019 | 15.02                   | pieśni | C. Schumann Mendelssohn Debussy                         | Aula Collegium Novum Uniwersytetu Jagiellońskiego           | Sophie Karthäuser soprano Eugene Asti fortepian | —                                                                          | —                               | recital                                             |  |
| 2019 | 16.02                   | pieśni | Bernstein Bartók Dvořák Suchoň Trnavský                 | Aula Collegium Novum Uniwersytetu Jagiellońskiego           | Adriana Kučerová soprano Robert Pechanec fortepian | —                                                                          | —                               | recital                                             |  |
| 2019 | 17.02                   | arie | Charpentier Merula de Nebra Purcell                     | Galeria Sztuki Polskiej XIX wieku w Sukiennicach            | Patricia Petibon sopran | La Cetra Barockorchester Basel                                             | Eva Borhi kierownictwo muzyczne | recital                                             |  |
| 2020 | 23/26/28/30.01          | Sigismondo, Re di Polonia                                                                                               | Gioacchino Rossini                                      | Teatr im. Juliusza Słowackiego w Krakowie                   | Sigismondo – Franco Fagioli Aldimira – Francesca Chiejina Ulderico, Zenovito – Kenneth Kellogg Ladislao – Pablo Bemsch Anagilda – Marzena Lubaszka Radoski – Bartosz Gorzkowski | Capella Cracoviensis                                                       | Jan Tomasz Adamus               | Krystian Lada reżyseria                             |  |
| 2020 | 24/25.01                | Weiße Rose | Udo Zimmermann                                          | Małopolski Ogród Sztuki                                     | Sophie Scholl – Marion Grange Hans Scholll – Wolfgang Resch | Sinfonie Orchester Biel Solothurn                                          | Kaspar Zehnder                  | Anna Drescher reżyseria                             |  |
| 2020 | 31.01/1.02              | Unknown, I Live With You                                                                                                | Katarzyna Głowicka                                      | Cricoteka                                                   | Francesca Chiejina sopran Małgorzata Walewska mezzosopran Sara Jo Benoot mezzosopran | The Airport Society                                                        | Pedro Beriso                    | Krystian Lada reżyseria                             |  |
| 2020 | 3/4/5.02                | Enoch Arden | Richard Strauss / Alfred Tennyson                       | Teatr im. Juliusza Słowackiego w Krakowie / Scena Miniatura | Dominika Peszko fortepian | —                                                                          | —                               | projekt społeczny Mira Mańka reżyseria              |  |
| 2020 | 7/10/11/13.02           | Il Ballo delle Ingrate                                                                                                  | Claudio Monteverdi / Teoniki Rożynek                    | MOCAK                                                       | Amor – Jolanta Kowalska-Pawlikowska Venere – Vincenzo Capezzuto Una dell’ingrate – Ilona Szczepańska Plutone – Marek Opaska Piotr Windak tenor | Festival Ensemble                                                          | Marcin Świątkiewicz             | Magda Szpecht reżyseria                             |  |
| 2020 | 8/9/12/14.02            | Vanda | Antonín Dvořák                                          | Teatr Łaźnia Nowa                                           | Vanda – Adriana Kučerová Božena – Magdalena Wachowska Homena – Matylda Staśto-Kotuła Slavoj – Piotr Buszewski Lumir – Łukasz Klimczak Roderich – Sebastian Szumski Velkoknez – Michał Dembiński | Chór Polskiego Radia Sinfonietta Cracovia                                  | Jurek Dybał                     | Karolina Sofulak reżyseria                          |  |
| 2021 | 1/2/3.02                | Dido and Aeneas | Henry Purcell                                           | Play Kraków                                                 | Dido – Ilona Szczepańska Aeneas – Piotr Kwinta Belinda – Magdalena Łukawska Sorceress – Przemysław Bałka First Witch / Spirit – Katarzyna Brajner Second Witch – Michalina Bienkiewicz A Sailor – Szczepan Kosior | Capella Cracoviensis                                                       | Agnieszka Świątkowska           | Natalia Iwaniec reżyseria                           |  |
| 2021 | 7.02                    | Lyrische Suite Langsamer Satz                                                                                           | Alban Berg Anton Webern                                 | Play Kraków                                                 | Dorota Szczepańska sopran | Airis String Quartet                                                       | —                               | koncert                                             |  |
| 2021 | 7/9/10/12.02            | Cassandra Just Vanitas                                                                                                  | Benedetto Marcello David Lang Salvatore Sciarrino       | Play Kraków                                                 | William Towers alt Anton Hryniewicz bas Natalia Kawałek mezzosopran Marek Bracha fortepian Michał Pepol wiolonczela | Capella Cracoviensis                                                       | Marcin Świątkiewicz             | Tomasz Cyz reżyseria                                |  |
| 2021 | 18/19/20/21.02          | Il Ballo delle Ingrate                                                                                                  | Claudio Monteverdi / Teoniki Rożynek                    | Małopolski Ogród Sztuki / Play Kraków                       | Amor – Jolanta Kowalska-Pawlikowska Venere – Vincenzo Capezzuto Una dell’ingrate – Ilona Szczepańska Plutone – Marek Opaska Piotr Windak tenor | Festival Ensemble                                                          | Marcin Świątkiewicz             | Magda Szpecht reżyseria                             |  |
| 2021 | 8/9/10/11.07            | Così fan tutte | Wolfgang Amadeus Mozart                                 | Teatr Łaźnia Nowa / Play Kraków                             | Fiordiligi – Katarzyna Oleś-Blacha Dorabella – Monika Korybalska Ferrando – Przemysław Borys Guglielmo – Sebastian Szumski Despina – Marzena Lubaszka Don Alfonso – Jacek Ozimkowski | Krakowski Chór Mieszczański Capella Cracoviensis                           | Jan Tomasz Adamus               | Cezary Tomaszewski reżyseria                        |  |
| 2021 | 24.09                   | arie / fragmenty instrumentalne                                                                                         | Cavalli Monteverdi Rossi                                | Kościół św. Katarzyny i Małgorzaty                          | Valer Sabadus alt | L'Arpeggiata                                                               | Christina Pluhar                | recital                                             |  |
| 2021 | 26/27/28.09             | The Golden Dragon | Peter Eötvös                                            | Centrum Kongresowe ICE Kraków / Play Kraków                 | Młoda Kobieta, Mały – Aleksandra Żakiewicz Kobieta po Sześćdziesiątce, Stara Kucharka, Wnuczka, Mrówka, Hans, Chińska Matka – Natalia Kawałek Młody Mężczyzna, Młody Azjata, Kelnerka, Dziadek, Świerszcz, Chińska ciotka – Bartosz Gorzkowski Mężczyzna po Sześćdziesiątce, Stary Azjata, Eva, Przyjaciel Wnuczki, Chiński Ojciec – Karol Kozłowski Mężczyzna, Azjata, Inga, Chiński Wujek – Łukasz Klimczak | Spółdzielnia Muzyczna                                                      | Mieczysław Unger                | Karolina Sofulak reżyseria                          |  |
| 2021 | 10.10                   | Exsultate, jubilate / 29 Symfonia D-dur / Ah, lo previdi / Voi avete un cor fedele                                      | Wolfgang Amadeus Mozart                                 | Teatr im. Juliusza Słowackiego w Krakowie                   | Samuel Mariño sopran | Capella Cracoviensis                                                       | Jan Tomasz Adamus               | recital                                             |  |
| 2021 | 19.11                   | arie / pieśni | Vivaldi Händel Schubert Strauss Hahn Ravel              | Pałac Potockich                                             | Maayan Licht sopran Wioletta Fluda-Tkaczyk pianoforte | —                                                                          | —                               | recital                                             |  |
| 2021 | 21/22.11                | The Man With Night Sweats                                                                                               | Iain Bell                                               | Teatr Łaźnia Nowa / Play Kraków                             | Alex Rosen bas William Kelley fortepian | —                                                                          | —                               | światowa premiera sceniczna Krystian Lada reżyseria |  |
| 2021 | 22.11                   | Winterreise | Franz Schubert                                          | Teatr im. Juliusza Słowackiego w Krakowie                   | Thomas Hampson baryton Wolfram Rieger fortepian | —                                                                          | —                               | recital                                             |  |
| 2021 | 23.11                   | Arianna a Naxos / 6 English Canzonettas                                                                                 | Joseph Haydn                                            | Pałac Potockich                                             | Dorota Szczepańska sopran Marek Toporowski pianoforte | —                                                                          | —                               |                                                     |  |
| 2021 | 24.11                   | pieśni | Schumann Liszt Grieg Debussy Fauré                      | Małopolski Ogród Sztuki                                     | Petr Nekoranec tenor William Kelley fortepian | —                                                                          | —                               | recital                                             |  |
| 2022 | 12.02                   | pieśni | Debussy Fauré Ferré                                     | Filharmonia Krakowska                                       | Anne Sofie von Otter mezzosopran Bengt Forsberg fortepian Vicki Powell altówka Fabian Fredriksson gitara | —                                                                          | —                               | recital                                             |  |
| 2022 | 14.02                   | arie | Wolfgang Amadeus Mozart                                 | Galeria Sztuki Polskiej XIX wieku w Sukiennicach            | Sandrine Piau sopran | Capella Cracoviensis                                                       | Alessandro Moccia               | recital                                             |  |
| 2022 | 17/19.02                | utwory chóralne | Janequin Monteverdi Debussy Britten                     | Filharmonia Krakowska                                       | — | I Fagiolini                                                                | Robert Hollingworth             | koncert                                             |  |
| 2022 | 18/20/22.02             | The Golden Dragon | Peter Eötvös                                            | MOCAK                                                       | Młoda Kobieta, Mały – Aleksandra Żakiewicz Kobieta po Sześćdziesiątce, Stara Kucharka, Wnuczka, Mrówka, Hans, Chińska Matka – Natalia Kawałek Młody Mężczyzna, Młody Azjata, Kelnerka, Dziadek, Świerszcz, Chińska ciotka – Bartosz Gorzkowski Mężczyzna po Sześćdziesiątce, Stary Azjata, Eva, Przyjaciel Wnuczki, Chiński Ojciec – Karol Kozłowski Mężczyzna, Azjata, Inga, Chiński Wujek – Łukasz Klimczak | Spółdzielnia Muzyczna                                                      | Mieczysław Unger                | Karolina Sofulak reżyseria                          |  |
| 2022 | 20/22.02                | Siface | Giuseppe Selitto et al. (pasticcio)                     | Teatr im. Juliusza Słowackiego w Krakowie                   | Siface – Kangmin Justin Kim Ismene – Bruno de Sá Viriate – Marcjanna Myrlak Orcano – Krystian Krzeszowiak Erminio – Jake Arditti Libanio – Maayan Licht | Capella Cracoviensis                                                       | Jan Tomasz Adamus               | światowa premiera współczesna / wersja koncertowa   |  |
| 2022 | 24/26/27.02             | Podróż zimowa | Franz Schubert                                          | Cricoteka                                                   | Antonina Ruda sopran Michalina Bienkiewicz sopran Katarzyna Brajner sopran Magdalena Łukawska sopran Małgorzata Biela aktorka Sebastian Szumski baryton Piotr Szewczyk tenor Przemysław Józef Bałka bas Mateusz Zubik fortepian Kamil Kruk piła muzyczna | —                                                                          | —                               | Cezary Tomaszewski reżyseria                        |  |
| 2022 | 28.02                   | Winterreise | Franz Schubert                                          | Filharmonia Krakowska                                       | Ian Bostridge tenor Saskia Giorgini fortepian | —                                                                          | —                               | recital                                             |  |
| 2022 | 22/23/24.07             | Naturzyści (Lieder im Freien zu singen)                                                                                 | Felix Mendelssohn                                       | Las Wolski                                                  | Antonina Ruda Michalina Bienkiewicz Magdalena Łukawska sopran Matylda Staśto-Kotuła Ewa Zeuner alt Szczepan Kosior Piotr Szewczyk Dominik Czernik tenor Marek Opaska Przemysław Józef Bałka Adam Radnicki bas Tomasz Sobaniec perkusja | —                                                                          | —                               | Cezary Tomaszewski reżyseria                        |  |
| 2022 | 25.10 (World Opera Day) | Dido and Aeneas | Henry Purcell                                           | Teatr im. Juliusza Słowackiego w Krakowie                   | Dido – Matylda Sielska Aeneas – Adam Radnicki Belinda – Mariola Siepak Sorceress – Karol Mieliński First Witch / Second Woman – Elżbieta Pikoń Second Witch / Spirit – Zuzanna Kozłowska A Sailor – Daniel Domarecki | Chór w Kontakcie Orkiestra Festiwalowa                                     | Denis Comtet                    | koncertowa / projekt społeczny                      |  |
| 2022 | 25.10 (World Opera Day) | Scena di Berenice IV symfonia B-dur / Ah! perfido                                                                       | Joseph Haydn Ludwig van Beethoven                       | Teatr im. Juliusza Słowackiego w Krakowie                   | Samuel Mariño sopran | Capella Cracoviensis                                                       | Jan Tomasz Adamus               | recital                                             |  |
| 2022 | 26/27/28.10             | Bach Goes Opera (Tönet, ihr Pauken! Erschallet, Trompeten BWV 214 Geschwinde, geschwinde, ihr wirbelnden Winde BWV 201) | Johann Sebastian Bach                                   | Teatr im. Juliusza Słowackiego w Krakowie                   | Bellona/Momos – Katarzyna Brajner Pallas/Merkury – Ewa Zeuner Eirene/Midas – Bartosz Gorzkowski Tmolos – Karol Kozłowski Febus – Hubert Kowalczyk Fama/Pan – Damian Suchożebrski | Orkiestra Festiwalowa                                                      | Jorge Jiménez                   | Paweł Świątek reżyseria                             |  |
| 2022 | 26.10                   | pieśni | Schubert Strauss Mahler Schönberg                       | Teatr im. Juliusza Słowackiego w Krakowie / Foyer           | Sebastian Szumski baryton Wioletta Fluda-Tkaczyk fortepian | —                                                                          | —                               | recital                                             |  |
| 2022 | 27.10                   | pieśni | Poulec Debussy Brahms Strauss                           | Teatr im. Juliusza Słowackiego w Krakowie / Foyer           | Mariola Siepak sopran Wioletta Fluda-Tkaczyk fortepian | —                                                                          | —                               | recital                                             |  |
| 2022 | 27.10                   | Musikalische Exequien Requiem f-moll                                                                                    | Heinrich Schütz Heinrich Ignaz Franz von Biber          | Filharmonia Krakowska                                       | — | Capella Cracoviensis Oltremontano                                          | Wim Becu                        | koncert                                             |  |
| 2022 | 28.10                   | pieśni | Schumann Mahler Fauré                                   | Teatr im. Juliusza Słowackiego w Krakowie / Foyer           | Matylda Staśto-Kotuła alt Wioletta Fluda-Tkaczyk fortepian | —                                                                          | —                               | recital                                             |  |
| 2022 | 30.10                   | Ein deutsches Requiem                                                                                                   | Johannes Brahms                                         | Filharmonia Krakowska                                       | Chen Reiss sopran Thomas Hampson baryton | Capella Cracoviensis                                                       | Jan Tomasz Adamus               | koncert                                             |  |
| 2022 | 1.11                    | Requiem | Wolfgang Amadeus Mozart                                 | kościół św. Katarzyny                                       | Antonina Ruda sopran Matylda Staśto-Kotuła alt Piotr Szewczyk tenor Sebastian Szumski bas | Capella Cracoviensis                                                       | Thibault Noally                 | koncert                                             |  |
| 2023 | 16/18.02                | Lucio Silla | Wolfgang Amadeus Mozart                                 | Teatr im. Juliusza Słowackiego w Krakowie                   | Giunia – Florie Valiquette Silla – Benjamin Hullet Cecilio – Margarita Slepakova Celia – Joanna Radziszewska Cinna – Jolanta Kowalska Adam Dobek bas (chór) | Capella Cracoviensis                                                       | Alessandro Moccia               | koncertowa                                          |  |
| 2023 | 23/24/25.02             | Das Paradies und die Peri                                                                                               | Robert Schumann                                         | Teatr Łaźnia Nowa                                           | Peri – Mirjam Mesak Narrator – Ian Bostridge Dziewica/partie sopranowe – Solomiia Pavlenko Anioł/partie altowe – Monika Korybalska Młodzieniec/partie tenorowe – Zbigniew Malak Mężczyzna/Gazna/partie barytonowe – Sebastian Szumski Małgorzata Biela aktorka | Capella Cracoviensis                                                       | Jan Tomasz Adamus               | Cezary Tomaszewski reżyseria                        |  |
| 2023 | 26.02                   | Tamerlano | Antonio Vivaldi et al. (pasticcio)                      | Narodowy Stary Teatr                                        | Bajazet – Gianluca Margheri Tamerlano – Filippo Mineccia Asteria – Delphine Galou Irene – Shakèd Bar Andronico – Federico Fiorio Idaspe – Arianna Vendittelli | Accademia Bizantina                                                        | Ottavio Dantone                 | koncertowa                                          |  |
| 2023 | 27.06                   | Symfonia C-dur nr 34 / arie / Exsultate Jubilate                                                                        | Wolfgang Amadeus Mozart                                 | Teatr im. Juliusza Słowackiego w Krakowie                   | Franco Fagioli kontratenor | Capella Cracoviensis                                                       | Jan Tomasz Adamus               | recital                                             |  |
| 2023 | 25.10 (World Opera Day) | L'Orfeo | Claudio Monteverdi                                      | Centrum Kongresowe ICE Kraków                               | Orfeo – Cyril Auvity La Musica, Proserpina – Céline Scheen Messaggiera – Luciana Mancini Euridice – Natalia Kawałek Ninfa, Speranza – Benedetta Mazzucato Pastore 1 – Rafał Tomkiewicz Pastore 2, Spirito, Eco – Zbigniew Malak Pastore 3, Spirito, Apollo – Alessandro Giangrande Plutone, Caronte, Spirito – Salvo Vitale Spirito – Sebastian Szumski Spirito – Przemysław Józef Bałka                      | L’Arpeggiata                                                               | Christina Pluhar                | koncertowa                                          |  |
| 2023 | 29.10                   | Schwanengesang An die ferne Geliebte                                                                                    | Franz Schubert Ludwig van Beethoven                     | Teatr im. Juliusza Słowackiego w Krakowie                   | Ian Bostridge tenor Saskia Giorgini fortepian | —                                                                          | —                               | recital                                             |  |
| 2023 | 1.11                    | Requiem | Wolfgang Amadeus Mozart                                 | kościół św. Katarzyny                                       | Antonina Ruda sopran Matylda Staśto-Kotuła alt Piotr Szewczyk tenor Sebastian Szumski bas | Capella Cracoviensis                                                       | Christina Pluhar                | koncert                                             |  |
| 2023 | 9.11                    | arie | Hasse Leo Jommelli                                      | Teatr im. Juliusza Słowackiego w Krakowie                   | Philippe Jaroussky kontratenor | Le Concert de la Loge                                                      | Julien Chauvin                  | recital                                             |  |
| 2024 | 1.02/2.02/3.02/4.02     | Solaris | Karol Nepelski                                          | Narodowe Centrum Promieniowania Synchrotronowego SOLARIS    | [aktorzy:] Gibarian – Roman Gancarczyk Starszy Mężczyzna – Krzysztof Globisz Snaut – Adam Nawojczyk Rhea – Karolina Staniec Kris Kelvin – Krzysztof Zawadzki | Hashtag Ensemble                                                           | Lilianna Krych                  | Waldemar Raźniak reżyseria                          |  |
| 2024 | 6.02/7.02/8.02          | An Index of Metals | Fausto Romitelli                                        | Cricoteka                                                   | Anna Zawisza sopran | Spółdzielnia Muzyczna                                                      | —                               | koncertowa                                          |  |
| 2024 | 8.02/10.02/11.02        | Serenata Guerra non porta Jephte                                                                                        | Filiberto Laurenzi Giacomo Carissimi                    | Teatr Łaźnia Nowa                                           | Jefte – Zbigniew Malak tenor Córka Jeftego – Solomiia Pavlenko sopran Magdalena Łukawska Antonina Ruda sopran Piotr Szewczyk tenor (Serenata) Matylda Staśto alt Jarosław Kitala bas Kostadis Mizaras Paweł Smagała aktor | Szymon Strzelczyk skrzypce Seojin Kim skrzypce Monika Hartmann wiolonczela | Andreas Arend                   | Krzysztof Garbaczewski reżyseria                    |  |
| 2024 | 9.02                    | Winterreise | Franz Schubert                                          | Teatr im. Juliusza Słowackiego w Krakowie / Foyer           | Thomas E. Bauer baryton Siegfried Mauser fortepian | —                                                                          | —                               | recital                                             |  |
| 2024 | 9.02/10.02/11.02        | Ja, Şeküre | Aleksander Nowak                                        | Teatr im. Juliusza Słowackiego w Krakowie                   | Şeküre – Aleksandra Żakiewicz sopran Meddah – Jan Jakub Monowid kontratenor Kara – Bartosz Gorzkowski tenor Ilustrator I – Sebastian Szumski baryton Ilustrator II – Jacek Wróbel baryton Enişte – Maciej Straburzyński bas | Spółdzielnia Muzyczna Capella Cracoviensis Chór Polskiego Radia            | Maciej Tomasiewicz              | światowa prapremiera / Marcin Chlanda inscenizacja  |  |
| 2024 | 11.02/12.02             | Die erste Walpurgisnacht Liebestraum Alt-Rhapsodie                                                                      | Felix Mendelssohn Max Reger Johannes Brahms             | Teatr Łaźnia Nowa                                           | Justyna Ołów alt Krzysztof Lachman tenor Jakub Borgiel bas | Capella Cracoviensis                                                       | Jan Tomasz Adamus               | Piotr Stanek Olga Bury choreografia i performance   |  |
| 2024 | 18.02                   | Idomeneo | Wolfgang Amadeus Mozart                                 | Teatr im. Juliusza Słowackiego w Krakowie                   | Idomeneo – Ian Bostridge tenor Idamante – Kangmin Justin Kim kontratenor Ilia – Anna Prohaska sopran Elettra – Ewa Tracz sopran Arbace – Juan Sancho tenor Gran Sacerdote – Krzysztof Lachman tenor | Capella Cracoviensis                                                       | Alessandro Moccia               | koncertowa                                          |  |
| 2024 | 27.08                   | arie | Hasse Sandoni Duni Porpora Giacomelli                   | Teatr im. Juliusza Słowackiego w Krakowie                   | Philippe Jaroussky kontratenor | Ensemble Artaserse                                                         | —                               | recital                                             |  |
| 2024 | 6.09/8.09               | Aureliano in Palmira | Gioacchino Rossini                                      | Teatr Łaźnia Nowa                                           | Arsace – Franco Fagioli kontratenor Aureliano – Krzysztof Lachman tenor Zenobia – Mercedes Arcuri sopran Publia – Joanna Sojka sopran Oraspe – Zbigniew Malak tenor Licinio/Gran Sacerdote – Jakub Borgiel bas | Capella Cracoviensis                                                       | Jan Tomasz Adamus               | koncertowa                                          |  |
| 2024 | 11.09                   | ibidem | ibidem                                                  | Vzlet (Praga)                                               | ibidem | ibidem                                                                     | ibidem                          | ibidem                                              |  |
| 2024 | 13.09                   | ibidem | ibidem                                                  | Lukaskiche (Drezno)                                         | ibidem | ibidem                                                                     | ibidem                          | ibidem                                              |  |
| 2024 | 17.09                   | An Evening at the Theatre                                                                                               | Lawes Purcell Hume Matteis                              | kościół Niepokalanego Poczęcia NMP                          | Jeanne Zeapffel sopran | The Theater of Music                                                       | Marion Fermé                    | koncert                                             |  |
| 2025 | 2.02                    | pieśni | Robert Schumann Béla Bartók                             | Filharmonia Krakowska                                       | Ian Bostridge tenor Piotr Anderszewski fortepian | —                                                                          | —                               | recital                                             |  |
| 2025 | 8.02                    | Mitridate | Wolfgang Amadeus Mozart                                 | Centrum Kongresowe ICE Kraków                               | Zachary Wilder – Mitridate Marion Grange – Aspasia Joanna Sojka – Sifare Rafał Tomkiewicz – Farnace Dorota Szczepańska – Ismene Krzysztof Lachman – Marzio Joanna Zaucha – Arbate | Capella Cracoviensis                                                       | Philippe Jaroussky              | koncertowa                                          |  |
| 2025 | 11.02                   | Alceste | Jean-Baptiste Lully                                     | Filharmonia Krakowska                                       | Claire Lefilliâtre – Alceste Jérôme Boutillier – Alcide Cyril Auvity – Admète Frédéric Caton – Lycomède, Charon, Un Homme désolé Camille Poul – Céphise, Une Femme affligée Léo Vermot-Desroches – Lycas, Phérès, Alecton, Apollon Etienne Bazola – Cléante, Straton, Pluton, Éole Cécile Achille – Proserpine, Diane, Thétis                                                                                 | Les Épopées                                                                | Stéphane Fuget                  | koncertowa                                          |  |
| 2025 | 12.02/13.02             | Dardanus | Jean-Philippe Rameau                                    | Filharmonia Krakowska                                       | Antonin Rondepierre – Dardanus Sophie Junker – Amour, Iphise Tomáš Král – Teucer, Isménor Jarosław Kitala – Anténor Anna Zawisza – Vénus Sylwia Olszyńska – Bergère, Premier Songe, Une Phrygienne, Un Plaisir Sebastian Szumski – Troisième Songe, Un Phrygien Bartosz Gorzkowski – Deuxième Songe | Orkiestra Festiwalowa                                                      | Marcin Świątkiewicz             | koncertowa                                          |  |
| 2025 | 14.02/15.02/16.02       | The Fairy Queen | Henry Purcell                                           | Teatr Łaźnia Nowa                                           | Ingrida Gapova sopran Aleksandra Żakiewicz sopran Anna Koehler sopran Natalia Kawałek mezzosopran Vincenzo Capezzuto kontratenor Artur Plinta kontratenor Karol Kozłowski tenor Zbigniew Malak tenor Jakub Borgiel bas Michał Dembiński bas | Orkiestra Festiwalowa                                                      | Ana Liz Ojeda Hernandez         | Cezary Tomaszewski reżyseria                        |  |
| 2025 | 21.02/22.02/23.02       | Elegia. Brahms. | Johannes Brahms                                         | Teatr Łaźnia Nowa                                           | Justyna Rapacz alt Magdalena Popławska aktorka | Capella Cracoviensis                                                       | Jan Tomasz Adamus               | Krystian Lada reżyseria                             |  |
| 2025 | 24.02                   | pieśni | Robert Schumann Johannes Brahms                         | Teatr Słowackiego                                           | Matthias Goerne baryton Bernadette Bartos fortepian | —                                                                          | —                               | recital                                             |  |